# フルーツサタデー
『フルーツサタデー』（通称：フルサタ）は、秋田放送ラジオで製作されていたローカル番組で、トーク番組である。土曜日13:00 - 14:00に生放送していた。「ラヂオ快晴土曜日」シリーズの後を受けて製作された。

## 概要
若者好みの音楽をよく流す。バリトン伊藤（伊藤浩秋）の秋田弁交じりのトークに人気がある。
「すぐれものプレゼント」というコーナーでは、スタッフが用意した賞品を聴取者にプレゼントする（キーワード「○○○・・・イヤーン！」）。その当選者には生電話していた。
トヨタカローラ秋田の各営業所に周替わりにフルーツを提供し、それを来場者（ラジオ番組を聴いて該当営業所に来店した人）にプレゼントさせるというイベントも毎週行っていた。

## パーソナリティ
- メインは、フリーキャスターの伊藤浩秋（通称：バリトン伊藤）
- トヨタカローラ秋田のセールスレディー（カローラおばこ）の2人